# Maimuna cretica
Maimuna cretica là một loài nhện trong họ Agelenidae.
Loài này thuộc chi Maimuna. Maimuna cretica được Wladislaus Kulczynski miêu tả năm 1903.